# Mike Teague
Pour les articles homonymes, voir Teague.
Michael Clive Teague dit Mike Teague, né le 8 octobre 1960 à Gloucester, est un joueur de rugby à XV, qui a joué avec l'équipe d'Angleterre évoluant au poste de troisième ligne aile. 

## Carrière
Il a disputé son premier test match le 2 février 1985, à l’occasion d’un match contre l'équipe de France et le dernier contre l'équipe d'Irlande, le 20 mars 1993.
Teague a disputé trois test matchs avec les Lions britanniques, en 1989 et 1993, et un match d’un XV mondial en 1989.
Il a participé à la coupe du monde 1991 (5 matchs disputés).

## Palmarès
- 27 sélections (+1 non officielle) avec l'équipe d'Angleterre
- Sélections par année : 3 en 1985, 5 en 1989, 4 en 1990, 11 en 1991, 1 en 1992, 4 en 1993
- Tournois des Cinq Nations disputés : 1985, : 1989, 1990, 1991, 1992, 1993